# Corso Lodi
Corso Lodi è una strada del centro di Milano amministrativamente compresa nel Municipio 4, ha origine da piazza Medaglie d'Oro all'arco di Porta Romana e termina in piazzale Corvetto. È una delle principali arterie che conducono al centro storico di Milano. In passato considerata "la Via Imperiale di Milano" che conduceva a Roma e sulla quale entravano verso Corso di Porta Romana le più importanti parate ed eventi di Milano dai tempi dell'antica Roma.

## Storia
È una delle strade di accesso alla città più antiche e importanti. Assunse il toponimo di corso Lodi il 7 giugno 1878, quando una delibera lo assegnò al primo tratto della strada provinciale Piacentina, che per un periodo si chiamò anche strada provinciale per Lodi. Durante il ventennio fascista corso Lodi assunse il nome di corso XXVIII Ottobre a ricordare la Marcia su Roma.
Corso Lodi è stato per molti decenni percorso dal canale Redefossi, prima che alla fine del XIX secolo si decise di farlo scorrere sotto il manto stradale.
Nel 1896 fu inaugurato lo scalo ferroviario di Porta Romana; la prossimità dello scalo merci all'inizio del 1900 è stato probabilmente uno dei principali motivi che ha determinato la scelta della locazione per lo stabilimento del Tecnomasio Italiano Brown Boveri (T.I.B.B.).
Il sovrappasso alla ferrovia venne allargato alle dimensioni attuali nel 1938; la copertura del canale Redefossi venne completata nel 1940, con lo spostamento dei binari tranviari in una sede riservata al centro della strada.

## Trasporti
- Corvetto
- Brenta
- Lodi TIBB
- Porta Romana
- Stazione di Milano Porta Romana (linea S9 del servizio suburbano di Milano)
- Fino al 10 maggio 1993 il corso era percorso da una linea tranviaria, soppressa in seguito all'attivazione della metropolitana[2]